# Jacques Le Febvre du Quesnoy
Jacques Le Febvre du Quesnoy est un évêque de Coutances de la deuxième moitié du XVIIIe siècle.

## Biographie
Né au château du Quesnoy, il est le frère d'Hervé du Quesnoy († 1777), chevalier de Malte, bailli de la Morée, général de l'ordre de Malte.
Nommé évêque de Coutances le 24 avril 1757, il est consacré le 21 août dans l'église d'Acquigny par Mgr de Cristot, évêque de Séez, assisté de Mgr Dondel, évêque de Dol-de-Bretagne, et de Mgr de Montlouet, évêque de Saint-Omer.
Il entreprend d'embellir Saint-Sauveur. Avec sa fortune personnelle, il reconstruit le palais épiscopal de Coutances.
Il donne au curé de Cherbourg, scellée du sceau et des armes et contresignée Quesnel, la permission en date du 23 octobre 1760 de procéder au baptême de Marie Agathe, esclave noire.

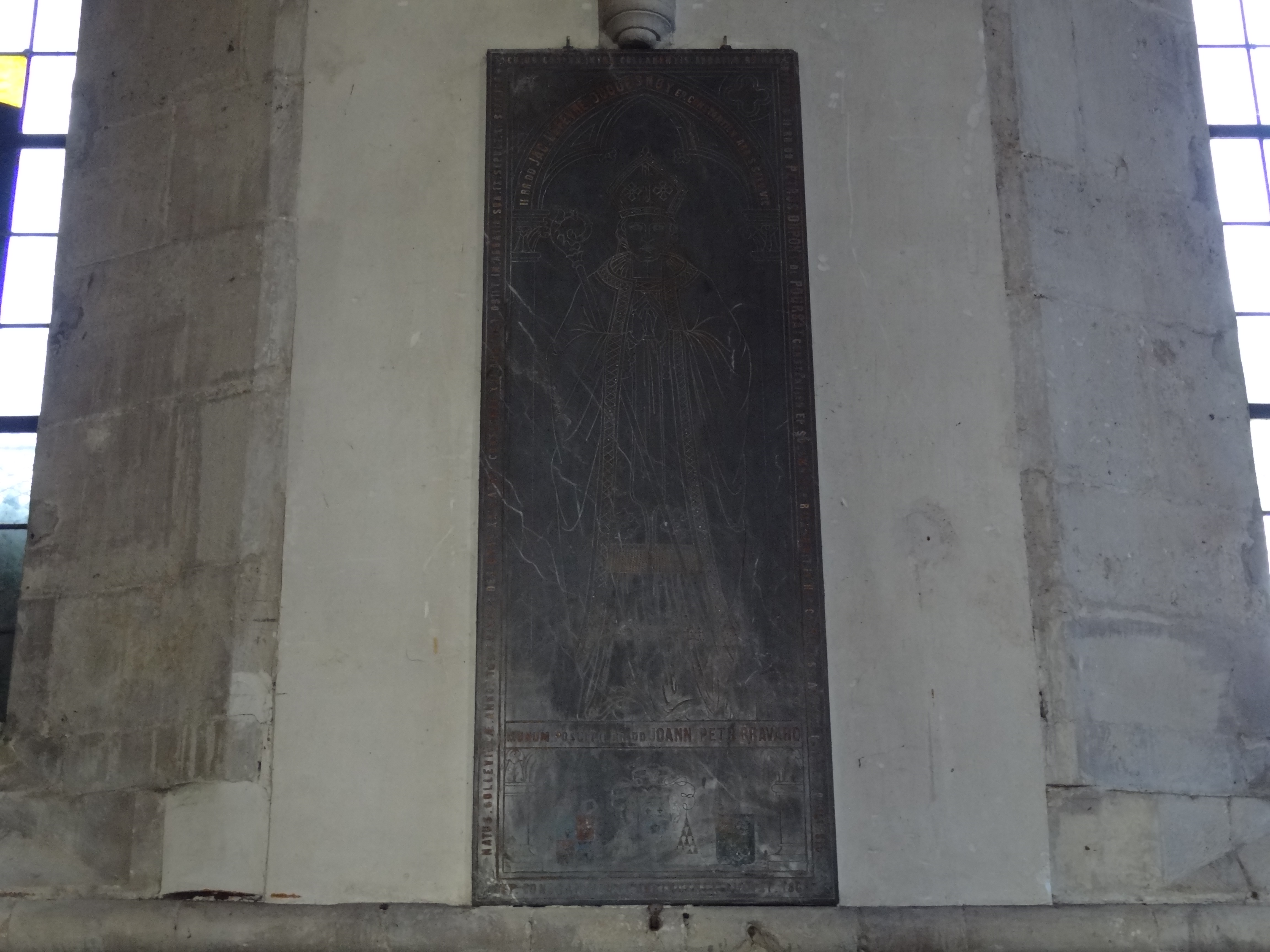
La plaque funéraire de Jacques Le Febvre du Quesnoy dans l'église Saint-Jean-Baptiste de Saint-Sauveur-le-Vicomte (Manche).

Mort à l'abbaye, il est inhumé dans le chœur de l'abbatiale. Ses cendres sont déplacés en 1810, sur décision de l'évêque Dupont de Poursat, dans un caveau de la chapelle Saint-Pierre Saint-Paul de l'église Saint-Jean-Baptiste de Saint-Sauveur-le-Vicomte. Une plaque funéraire sur le mur de la chapelle rappele sa présence.

## Héraldique
Ses armes sont : d'azur à la fasce d'or, accompagnée de deux croix fleurdelisées de même en chef, et d'une rose d'argent en pointe.